# كارول ميتس
كارول ميتس (16 مايو 1993 إستونيا - ) هو لاعب كرة قدم إستوني، يلعب كمدافع لعب سابقاً في نادي الاتفاق السعودي.

## وصلات خارجية
كارول ميتس على موقع الاتحاد الأوربي (الإنجليزية)
- كارول ميتس على موقع اتحاد إستونيا (الإنجليزية)
- كارول ميتس على موقع اتحاد السويد (السويدية)
- كارول ميتس على موقع قاعدة بيانات كرة القدم.إي يو (الإنجليزية)
- كارول ميتس على موقع ناشيونال فوتبول تيمز (الإنجليزية)
- كارول ميتس على موقع Soccerway.com (الإنجليزية)
- كارول ميتس على موقع عالم كرة القدم.نت (الإنجليزية)